# Städtische Straßenbahn Kyōto

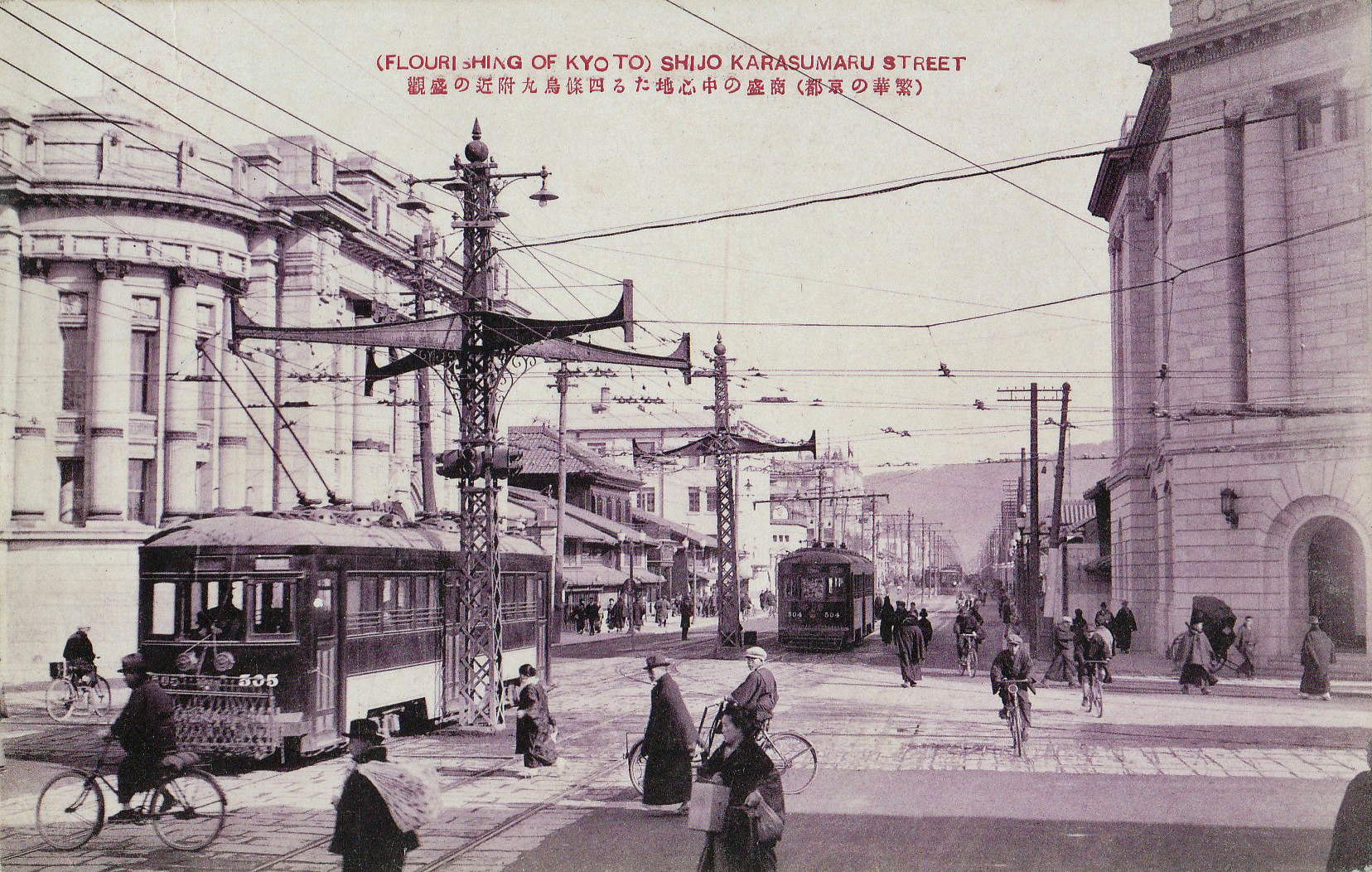
Postkartenansicht der Kreuzung Karasuma-/Shijōdōri gegen 1915

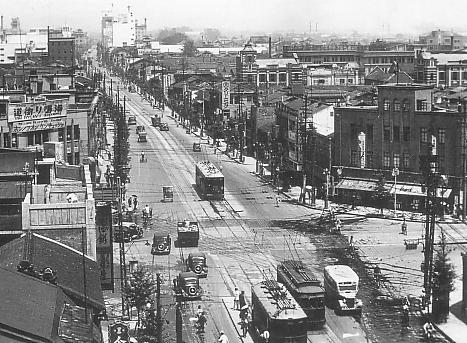
Blick auf die Kawaramachidōri um 1935

Netzentwicklung (durchgezogen = Bestand, unterbrochen/punktiert = stillgelegt)

Die Städtische Straßenbahn Kyōto (jap. 京都市電, Kyōto-shiden) war das Straßenbahnnetz der Stadt Kyōto in der Präfektur Kyōto auf der Insel Honshū in Japan. Es wurde 1895 durch die Privatgesellschaft Kyōto Denki Tetsudō (京都電気鉄道) eröffnet und 1912 durch das städtische Verkehrsamt (京都市交通 Kyōto-shi Kōtsū-kyoku) ergänzt bzw. 1918 von diesem übernommen. Nach stetem Netzausbau bis in die Nachkriegszeit wurde der Betrieb bis 1978 schrittweise eingestellt.
Als erster elektrischer Verkehrsbetrieb des Landes eröffnete die Privatgesellschaft Kyōto Denki Tetsudō ab April 1895 anlässlich der 4. Landes-Industrieausstellung ihr Netz durch die Altstadt von Kyōto zwischen Hauptbahnhof und Festgelände sowie (bereits seit Februar) als separate Linie nach Süden in die damals noch eigenständige Stadt Fushimi. In den Folgejahren wurden Erweiterungen im Norden bis Demachi (出町; 1901), im Westen bis zum Bahnhof Nijō (二条駅; 1902) im Nordwesten bis Kitano (北野; 1912), im Süden bis Inari (稲荷; 1904) und Chūshojima (中書島; 1914) in Betrieb genommen; die Vereinigung beider Netzteile erfolgte 1901.
Unabhängig davon begann die Stadt selbst ab 1912 mit dem Aufbau eines normalspurigen Straßenbahnnetzes. Ausgehend vom Hauptbahnhof wurde zunächst ein Innenring über Shichijōdōri–Ōmiyadōri–Kōindōri–Senbondōri–Imadegawadōri–Kawaramachidōri mit zentral kreuzenden Achsen durch die Karasumadōri in Nord-Süd- und die Shijō- und Marutamachidōri in Ost-West-Richtung in Angriff genommen.
Das Schmalspurnetz wurde mitsamt den 136 vorhandenen Fahrzeugen 1918 von der Stadt gekauft und daraufhin bis 1927 teilweise umgespurt, teilweise eingestellt; einzig eine Linie vom Hauptbahnhof nach Kitano blieb noch bis 1961 unter der Bezeichnung N-den (N電) in Betrieb.
Obwohl sich die Fertigstellung des östlichen Ringteils noch bis 1927 hinzog, errichtete man unterdessen weitere Strecken im Norden zum neuen Depot und dem Botanischen Garten und im Osten die Schlaufe Marutamachidōri–Higashiōjidōri–Shichijōdōri samt Anbindung der Shijōdōri. Den so begonnenen Außenring über Higashiōjidōri–Kujōdōri–Nishiōjidōri–Kitaōjidōri vervollständigte man größtenteils während der 1930er-Jahre; die letzten Lücken im Norden wurden erst 1943 geschlossen.
Die Fertigstellung der Anbindung an die Kreuzungsachsen und verlängerten Innenringkanten zog sich stellenweise bis in die Nachkriegszeit hin, konnte jedoch 1958 zwischen Kitano und Kitano-Hakubaichō abgeschlossen werden, nachdem die Privatbahn Keifuku Denki Tetsudō ihre dortige Strecke an die Stadt abtrat. Einzige Ausnahme blieb hierbei der Westteil der Shijōdōri, wo ab 1932 die einzige städtische O-Buslinie (wiederum die erste ihrer Art im japanischen Nahverkehr) verkehrte; sie wurde bis 1962 bis Matsuobashi (松尾橋) verlängert und 1969 komplett eingestellt.
Schon 1954 wurde außerdem die Schlaufe Imadegawadōri–Shirakawadōri–Marutamachidōri komplettiert.
Anfang der 1950er-Jahre existierte außerdem eine Anbindung des Außenrings an die von Demachiyanagi (出町柳) nach Norden führenden Eisenbahnlinien der Keifuku mit durchgebundenen Linien.
Das Netz erreichte somit Ende 1958 seine größte Ausdehnung mit 76,8 km, hiervon 6,3 km Schmalspurstrecke.
Durch die veränderte Verkehrspolitik setzte aber schon bald der Niedergang ein, da die Stadtverwaltung 1969 die Einstellung des Betriebes beschloss.
Als erste traf es die Schmalspurlinie 1961, gefolgt von der ebenso traditionsreichen Fushimi-Strecke 1970. Schon 1972 wurden alle Strecken auf der Ōmiya-, Kōin-, Senbon- und Shijōdōri stillgelegt, 1974 folgte die komplette Karasumadōri, 1976 die Marutamachi-, Shirakawa- und Imadegawadōri, und 1977 wurden die Kawaramachi- und westliche Shichijōdōri schienenfrei.
Zuletzt bestand nur noch der Außenring und seine Zulaufstrecke zum Hauptbahnhof über die Shichijōdōri; sie wurden mit dem Betrieb am 1. Oktober 1978 stillgelegt.
Die Verkehrsleistungen übernahmen Busse und ein mittlerweile auf zwei Linien angewachsenes U-Bahnsystem. Es verblieben danach nur noch einzelne Straßenbahnlinien privater Gesellschaften außerhalb der Innenstadt.
Mehrfach angedachte Wiederaufnahmen eines innerstädtischen Betriebes kamen bisher nicht über das Planungsstadium hinaus.
Im Südwesten der Stadt befindet sich im Umekōji-Park (梅小路公園, Umekōji-kōen) ein Gedenkpavillon mit originalen Straßenbahnfahrzeugen.